# Jacques Villeret
Jacques Villeret, född 6 februari 1951, död 28 januari 2005, var en fransk skådespelare.

## Biografi
Jacques Villeret, född Mohamed Boufroura den 6 februari 1951 i Tours i Frankrike, var son till Ahmed Boufroura från Algeriet och hans franska hustru Annette Bonin.
Villeret gifte sig med skådespelaren och författaren Irina Tarassov 26 december 1979 och de fick sonen Alexandre.

## Filmografi
- Robert et Robert (1978)
- Bête, mais discipliné (1979)
- Papy fait de la résistance (1983)
- Les Morfalous (1984)
- Mookie (1998)
- Sommar vid Loire (1999)
- Un crime au paradis (2001)
- Un aller simple (2001)
- Effroyables Jardins (2004)

## Priser och utmärkelser
Villeret fick många utmärkelser och blev Riddare av Hederslegionen.